# فلاديمير بيل
فلاديمير بيل (بالإيطالية: Wladimir Belli)‏ (و. 1970  م) هو دراج، إيطالي.

## سباقات أو مراحل فاز بها
| التاريخ        | السباق                                        | المركز                                                                 |
| -------------- | --------------------------------------------- | ---------------------------------------------------------------------- |
| 01 يناير 1990  | طواف إيطاليا للدراجات تحت 23 سنة 1990         |                                                                        |
| 09 سبتمبر 1990 | Tour de la Vallée d'Aoste 1990                |                                                                        |
| 08 سبتمبر 1991 | Tour de la Vallée d'Aoste 1991                |                                                                        |
| 01 يناير 1993  | طواف بريطانيا 1993                            |                                                                        |
| 01 يناير 1993  | طواف إيطاليا 1993                             | المرتبة 13 في التصنيف العام، الثاني في تصنيف أفضل شاب                  |
| 24 يوليو 1993  | Trophée Melinda 1993                          |                                                                        |
| 01 يناير 1994  | طواف إيطاليا 1994                             | المرتبة 12 في التصنيف العام، الثالث في تصنيف أفضل شاب                  |
| 25 أبريل 1995  | جيرو أبنينس 1995                              |                                                                        |
| 18 فبراير 1996 | 1996 تور ميديترانين                           |                                                                        |
| 10 مارس 1996   | فولتا مورسيا 1996                             |                                                                        |
| 25 أبريل 1996  | جيرو أبنينس 1996                              |                                                                        |
| 12 مايو 1996   | جيرو ديل ترينتينو 1996                        |                                                                        |
| 01 يناير 1997  | فولتا البرتغال 1997                           |                                                                        |
| 01 يناير 1998  | فولتا البرتغال 1998                           |                                                                        |
| 25 يونيو 1998  | طواف سويسرا 1998                              |                                                                        |
| 14 فبراير 1999 | 1999 تور ميديترانين                           |                                                                        |
| 27 فبراير 1999 | 1999 Volta Ciclista a la Comunitat Valenciana |                                                                        |
| 26 مارس 1999   | 1999 Setmana Catalana de Ciclisme             |                                                                        |
| 09 مايو 1999   | طواف روماندي 1999                             |                                                                        |
| 13 يونيو 1999  | سباق دوفين للدراجات 1999                      | الأول في تصنيف الجبال، الثالث في التصنيف العام، الثالث في تصنيف النقاط |
| 26 مارس 2000   | 2000 Memorial Cecchi Gori                     |                                                                        |
| 02 أغسطس 2000  | 2000 Gran Premio Città di Camaiore            |                                                                        |
| 13 مايو 2001   | 2001 طواف روماندي                             |                                                                        |

## روابط خارجية
- فلاديمير بيل على موقع الاتحاد الدولي للدراجات (الإنجليزية)
- فلاديمير بيل على موقع أرشيف الدراجات (الإنجليزية)
- فلاديمير بيل على موقع إحصائيات الدراجات الإحترافية (الإنجليزية)
- فلاديمير بيل على موقع CycleBase (الإنجليزية)